# Quesnelia kautskyi
Quesnelia kautskyi é uma espécie de planta do gênero Quesnelia e da família Bromeliaceae.

## Taxonomia
A espécie foi descrita em 1999 por Cláudia Magalhães Vieira.

## Forma de vida
É uma espécie epífita, terrícola e herbácea.

## Conservação
A espécie faz parte da Lista Vermelha das espécies ameaçadas do estado do Espírito Santo, no sudeste do Brasil.

## Distribuição
A espécie é endêmica do Brasil e encontrada nos estados brasileiros de Espírito Santo e Minas Gerais.
A espécie é encontrada no domínio fitogeográfico de Mata Atlântica, em regiões com vegetação de floresta ombrófila pluvial.